# The Shannara Chronicles
The Shannara Chronicles (As Crónicas de Shannara (título em Portugal) ou As Crônicas de Shannara (título no Brasil)) é uma série de televisão americana de fantasia criada por Alfred Gough e Miles Millar. É uma adaptação da série literária de fantasia Shannara, do escritor Terry Brooks. É filmada no Auckland Film Studios em Auckland e em outros lugares da Nova Zelândia.
Com dez episódios em sua primeira temporada, foi exibida na MTV entre 5 de janeiro e 1 de março de 2016. Em 20 de abril de 2016, foi divulgado que a MTV encomendou a segunda temporada.
Em 11 de janeiro de 2016, estreou em Portugal no canal de televisão por assinatura MOV. Em 15 de junho de 2016, estreou no Brasil pelo canal de televisão por assinatura Syfy Brasil. No dia 16 de janeiro de 2018 foi anunciado que a série não foi renovada, e, portanto, não retornará para uma terceira temporada. 

## Sinopse
A história contada em The Shannara Chronicles se passa milhares de anos no futuro, num momento em que a tecnologia já não existe e em que a prática de magia ressurgiu no mundo e posteriormente desapareceu novamente. Elfos conduzem a sociedade enquanto humanos são considerados uma sub-espécie. Após centenas de anos de paz e calmaria, um exército de demônios ameaça escapar da prisão, conhecida como Ellcrys, uma árvore da morte,  e consequentemente promover uma guerra apocalíptica. Três heróis serão responsáveis por embarcar numa perigosa missão para restaurar a ordem nas Quatro Terras e conseguir apoio para vencer os demônios. São eles: Amberle, uma princesa élfica, Will, um híbrido de elfo e humano, e a humana Eretria.

## Elenco e personagens
| Ator/Atriz          | Personagem               | Temporadas       | Temporadas       |
| Ator/Atriz          | Personagem               | 1                | 2                |
| Elenco Principal    | Elenco Principal         | Elenco Principal | Elenco Principal |
| ------------------- | ------------------------ | ---------------- | ---------------- |
| Austin Butler       | Wil Ohmsford             | Principal        | Principal        |
| Poppy Drayton       | Amberle Elessedil        | Principal        | Recorrente       |
| Ivana Baquero       | Eretria                  | Principal        | Principal        |
| Manu Bennett        | Allanon                  | Principal        | Principal        |
| Aaron Jakubenko     | Ander Elessedil          | Principal        | Principal        |
| Marcus Vanco        | Bandon                   | Principal        | Principal        |
| Malese Jow          | Mareth Ravenlock         | Does not appear  | Principal        |
| Vanessa Morgan      | Lyria                    | Does not appear  | Principal        |
| Gentry White        | Garet Jax                | Does not appear  | Principal        |
| Elenco Secundário   |                          |                  |                  |
| James Remar         | Cephelo                  | Recorrente       | Does not appear  |
| Daniel MacPherson   | Arion Elessedil          | Recorrente       | Does not appear  |
| Jed Brophy          | Dagda Mor                | Recorrente       | Does not appear  |
| Brooke Williams     | Catania                  | Recorrente       | Recorrente       |
| Emelia Burns        | Comandante Diana Tilton  | Recorrente       | Does not appear  |
| Mark Mitchinson     | Flick Ohmsford           | Recorrente       | Recorrente       |
| John Rhys-Davies    | Eventine Elessedil       | Recorrente       | Does not appear  |
| Jared Turner        | Slanter                  | Recorrente       | Does not appear  |
| Glen Levy           | Slanter                  | Does not appear  | Recorrente       |
| James Trevena-Brown | Capitão Crispin Edensong | Recorrente       | Does not appear  |
| Andrew Grainger     | Cogline                  | Does not appear  | Recorrente       |
| Desmond Chiam       | General Riga             | Does not appear  | Recorrente       |
| Erroll Shand        | Valcaa                   | Does not appear  | Recorrente       |
| Caroline Chikezie   | Rainha Tamlin            | Does not appear  | Recorrente       |

## Lista de episódios
| No. | Título                                    | Diretor(es)        | Escritor(es)                                | Exibição                                 | Código  | Telespectadores US (em milhões) |
| --- | ----------------------------------------- | ------------------ | ------------------------------------------- | ---------------------------------------- | ------- | ------------------------------- |
| 1–2 | " Chosen" " Escolhida: Parte 1 & Parte 2" | Jonathan Liebesman | Alfred Gough & Miles Millar                 | 5 de janeiro de 2016 15 de junho de 2016 | 101–102 | 1.03                            |
| Parte 1: Anos após o fim da humanidade, as Quatro Terras estão em grande perigo. O futuro do mundo depende de um trio incomum, uma princesa élfica, um semi-duende e uma humana. Parte 2: Após ter uma visão da destruição do mundo, Amberle deixa o palácio em busca de respostas. Mas quando Will e Allanon percebem a importância da princesa, eles começam a procura-la antes que Dagda Mor a encontre. |                                           |                    |                                             |                                          |         |                                 |
| 3 | "Fury"                                    | James Marshall     | Alfred Gough & Miles Millar                 | 12 de janeiro de 2016                    | 103     | 0.92                            |
| 4 | "Changeling"                              | James Marshall     | Alfred Gough & Miles Millar                 | 19 de janeiro de 2016                    | 104     | 0.75                            |
| 5 | "Reaper"                                  | Brad Turner        | Evan Endicott & Josh Stoddard               | 26 de janeiro de 2016                    | 105     | 1.03                            |
| 6 | "Pykon"                                   | Brad Turner        | Zander Lehmann                              | 2 de fevereiro de 2016                   | 106     | 0.97                            |
| 7 | "Breakline"                               | Jesse Warn         | Deanna Kizis                                | 9 de fevereiro de 2016                   | 107     | 0.80                            |
| 8 | "Utopia"                                  | Jesse Warn         | April Blair                                 | 16 de fevereiro de 2016                  | 108     | 0.78                            |
| 9 | "Safehold"                                | Brad Turner        | Evan Endicott & Josh Stoddard               | 23 de fevereiro de 2016                  | 109     | 0.72                            |
| 10 | "Ellcrys"                                 | Brad Turner        | April Blair & Evan Endicott & Josh Stoddard | 1 de março de 2016                       | 110     | 0.85                            |

## Prêmios e indicações
| Ano  | Prêmio         | Categoria              | Resultado |
| ---- | -------------- | ---------------------- | --------- |
| 2016 | Prêmio Saturno | Best Fantasy TV Series | Indicada  |